# Lanches-Saint-Hilaire
Lanches-Saint-Hilaire è un comune francese di 129 abitanti situato nel dipartimento della Somme nella regione dell'Alta Francia.

## Società

### Evoluzione demografica
Abitanti censiti